# 焦夫 (利比亚)
焦夫（阿拉伯语：‎ ）是利比亚东南部城市，库夫拉省省会，地处利比亚沙漠的库夫拉绿洲。